# Термал (Калифорнија)
Термал (енгл. Thermal) насељено је место без административног статуса у америчкој савезној држави Калифорнија.

## Демографија
По попису из 2010. године број становника је 2.865.
| Група             | 2000.    | 2010.         |
| Белци             | 0 (0,0%) | 75 (2,6%)     |
| Афроамериканци    | 0 (0,0%) | 28 (1,0%)     |
| Азијати           | 0 (0,0%) | 32 (1,1%)     |
| Хиспаноамериканци | 0 (0,0%) | 2.730 (95,3%) |
| Укупно            | 0        | 2.865         |